# Ludwig Gall

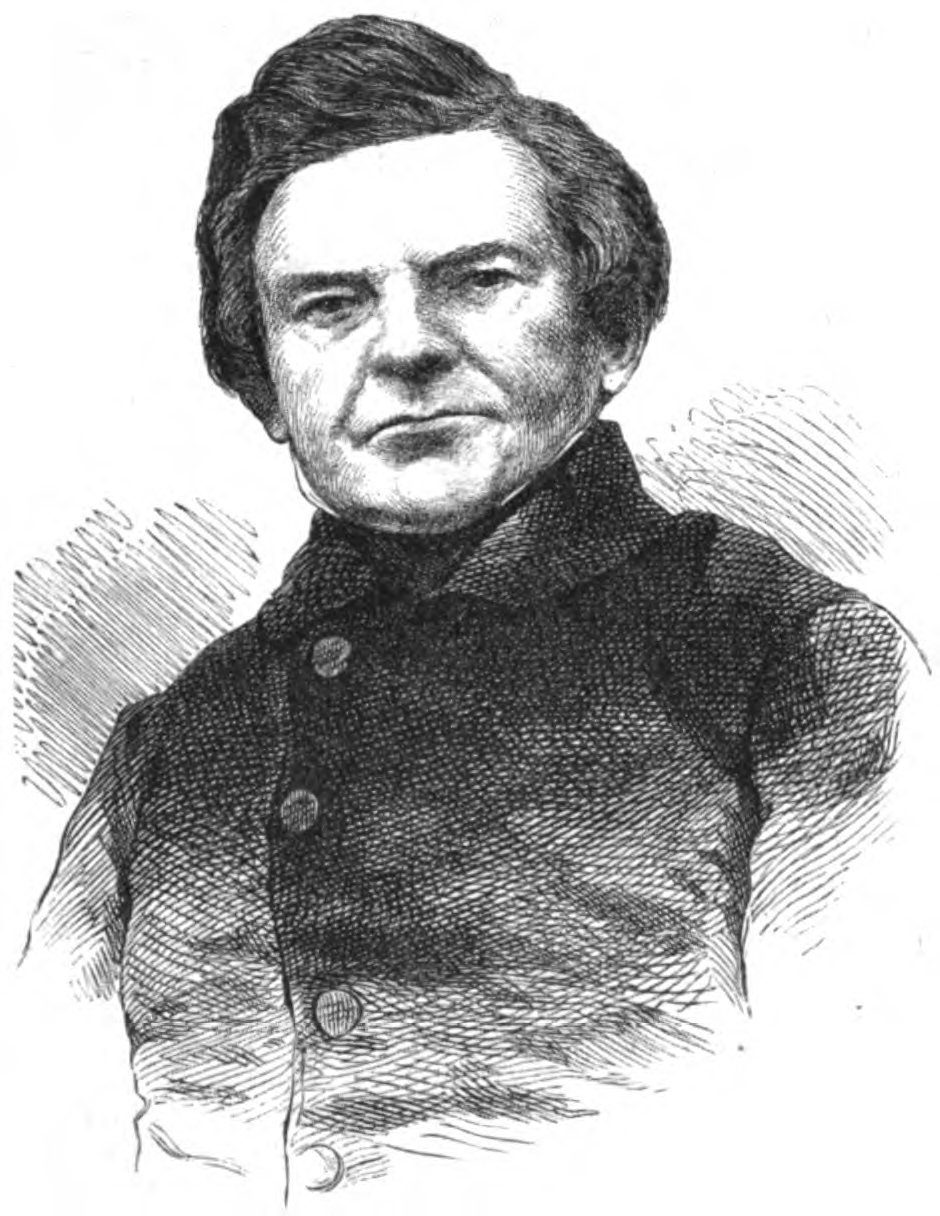
Ludwig Gall, 1860

Heinrich Ludwig Lambert Gall (* 28. Dezember 1791 in Aldenhoven; † 31. Januar 1863 in Trier) war ein Erfinder und Sozialtheoretiker. Er gilt als Retter des Weinanbaus an der Mosel.

## Leben

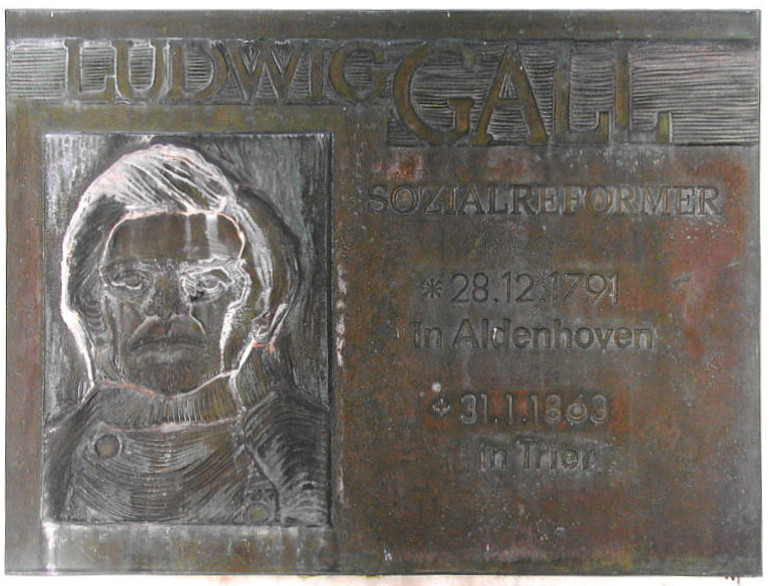
Gedenktafel am …

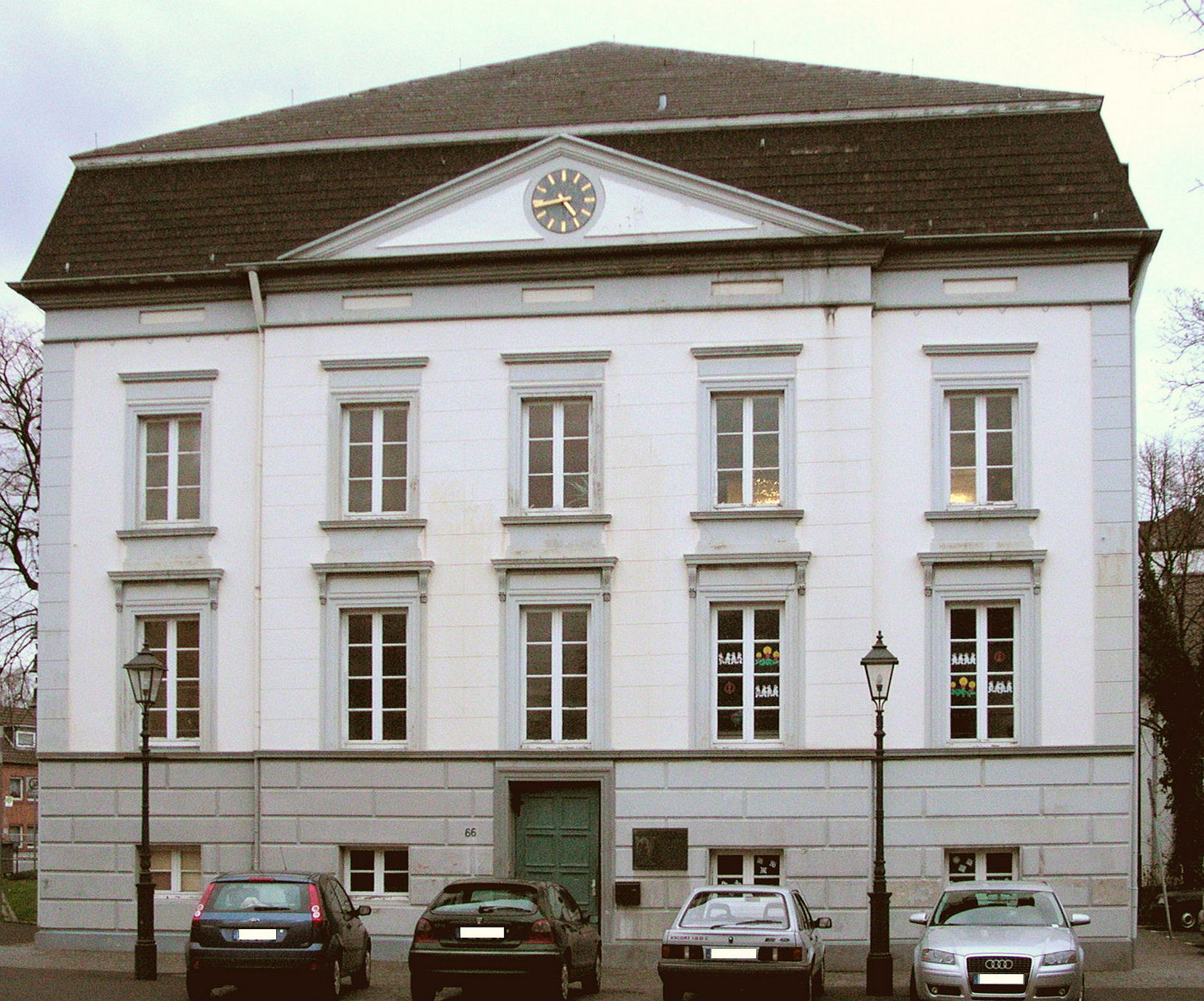
Ludwig-Gall-Haus in Aldenhoven

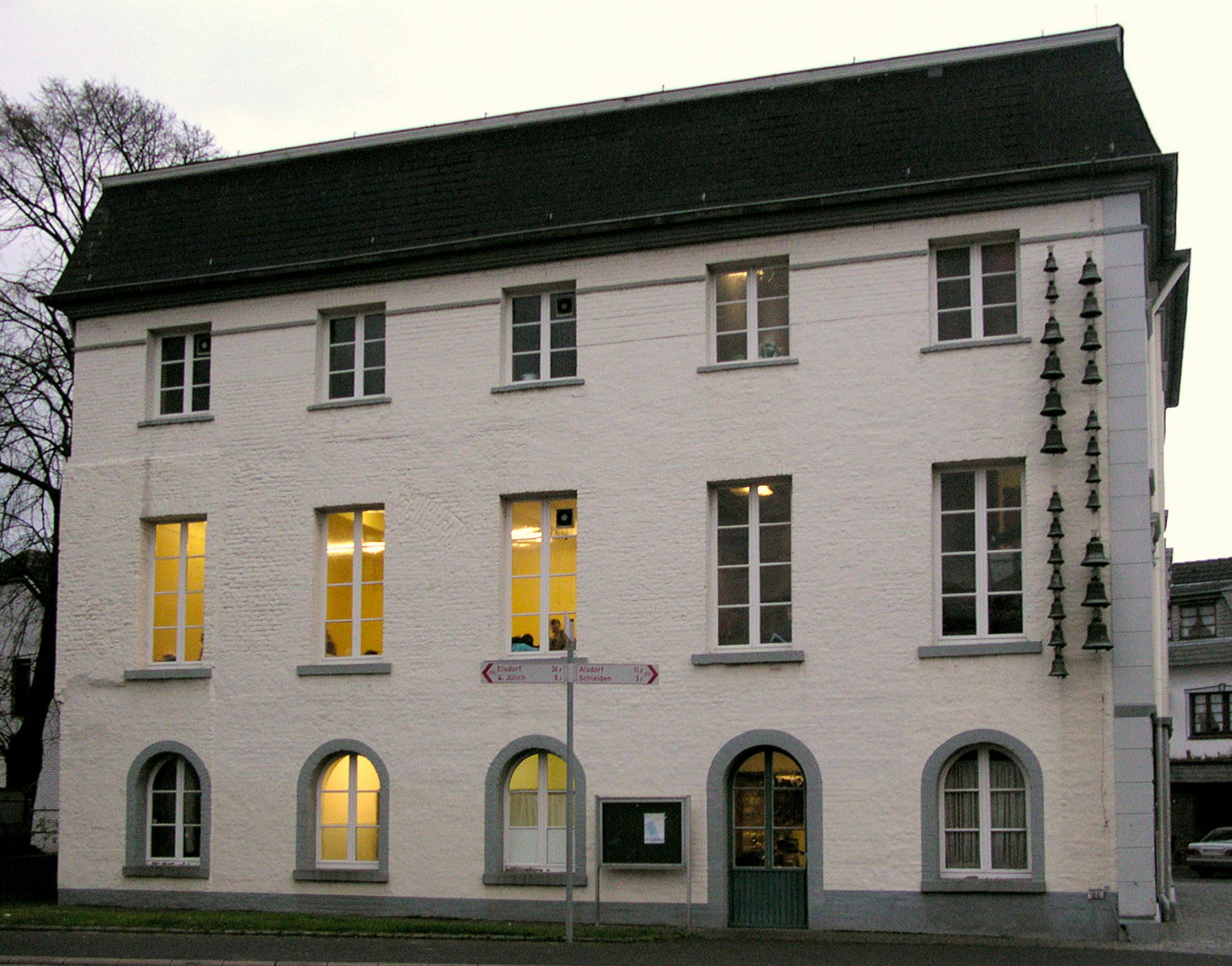

Nach verschiedenen Anstellungen kam Gall 1815 nach Trier und erhielt 1816 eine Anstellung als Sekretär an der neugebildeten Bezirksregierung. Auf Grund der Not der Bevölkerung führte er eine Auswanderungsaktion nach Harrisburg in den USA durch, kehrte jedoch 1820 zurück und schrieb ein zweibändiges kritisches Werk über seine Erlebnisse im Rahmen dieser Aktion.
Ab 1826 war Gall bei der Regierung in Koblenz zur Bearbeitung von Domänenangelegenheiten tätig und förderte dabei die Ablösung des in den rechtsrheinischen Weinbergen noch vorhandenen Zehntrechts.
Später versuchte er die Not der moselländischen Winzer zu lindern, wozu er das Verfahren der „Nassverbesserung“ oder treffender „Nasszuckerung“ entwickelte. Mehrere schlechte Ernten, insbesondere 1850, hatten dazu geführt, dass viele Winzer den Weinbau aufgegeben hatten. Da der Most in schlechten Jahren zu viel Säure und zu wenig Zucker enthielt wurde deshalb Wasser zur Verdünnung der Säure sowie Zucker zugesetzt. Für Gall war dies keine Verfälschung des Weines, da dieser sowieso ein Kunstprodukt sei. 1857 gründete er eine Wochenzeitung, den Allgemeinen Deutschen Telegraph mit Sitz in Stuttgart.

## Leistungen
Galls Erfindungen sind heute weitgehend überholt. Durch sein Verfahren der „Nasszuckerung“ galt er als Retter des Moselweinbaus. Jedoch muss man im Nachhinein feststellen, dass die Anwendung des Verfahrens den Ruf des Moselweines ruiniert hat und dieser lange als minderwertiges Billigprodukt galt.

## Werke
- Gutgemeinter Rath an meine deutschen Landsleute, bei ihrer Landung in den Vereinigten Staaten von Nord-Amerika, 1820;
- Meine Auswanderung nach den Vereinigten Staaten von Nord-Amerika im Frühjahr 1819 und meine Rückkehr nach der Heimath im Winter 1820, 2 Bände, Trier 1822. Digital verfügbar bei Google
- Was könnte helfen? : immerwährende Getraidelagerung, um jeder Noth des Mangels und des Ueberflusses auf immer zu begegnen, und Creditscheine, durch die Getraidevorräthe verbürgt, um der Alleinherrschaft des Geldes ein Ende zu machen. Trier 1825. (Reprint Glashütte 1974)
- Darlegung der Vorzüge des in Preußen, Oestreich, Baiern und Württemberg patentierten rheinländischen Dampf-Brenn-Apparats, für Brennerei-Besitzer und Kupferwaaren-Fabrikanten. Trier 1831
- Mein Wollen und mein Wirken. Trier 1835 (Reprint Glashütte 1974)
- Beleuchtung der Förster'schen sogenannten Kritik der gerühmtesten Destillirgeräthe: Nebst Vorschlägen zu einem Wettbrennen zwischen denjenigen Apparaten, welche darauf Anspruch machen, die zweckmäßigsten zu seyn. Trier 1835. Digital verfügbar bei Google
- Praktische Anleitung, sehr gute Mittelweine selbst aus unreifen Trauben, und vortrefflichen Nachwein aus den Trestern zu erzeugen, 3. Aufl. (mit ausführlichen Begründungen der Winzernot). Trier 1854
- Eine in zehn Minuten einzurichtende Verbesserung an Stubenöfen jeder Art, wodurch, mit 1/3 weniger Brennstoff, eine bessere und gleichmäßigere Erwärmung der Wohnungen erreicht wird. Trier 1855. Digital verfügbar bei Google
- Über die Nothwendigkeit und die Art und Weise der Getreide-Magazinierung. Ein Beitrag zur sozialen Frage. In: Friedrichs des Großen Versuch über Regierungsformen und Regentenpflichten: aus Friedrichs nachgelassenen Werken aufs neue aus dem Französischen übersetzt ; mit Anmerkungen über Magazinirung gegen Theurung und Hungersnoth, Trier 1850: S. 49–68. Digital verfügbar bei Dilibri